# Aurélio Márcio
Aurélio Márcio (Fafe, 12 de julho de 1919  — Lisboa, 20 de dezembro de 2010) foi um jornalista português.

## Biografia
Aurélio Márcio nasceu em 12 de julho de 1919 em Fafe.
No jornalismo, começou a trabalhar no Diário Popular, passando ainda pelo O Século, Record e, tendo sido co-fundador de A Bola, ali pertenceu a uma redacção com profissionais como Vítor Santos, Carlos Pinhão, Alfredo Farinha ou Silva Resende.
Na rádio, passou pela Emissora Nacional e Rádio Renascença e, posteriormente, foi comentador desportivo na TSF.
Por ser o jornalista com mais presenças em fases finais, 11 no total, de mundiais de futebol, a FIFA distinguiu-o em 2002.
Aurélio Márcio morreu em 20 de dezembro de 2010 em Lisboa.
o filho João Alves da Costa (Lisboa, 21 de Janeiro de 1948) é jornalista e autor  de livros como "Droga e Prostituição em Lisboa", "Portugal Erótico". A neta Bárbara Alves da Costa foi jornalista da SIC (Notícias) durante 17 anos.

## Condecorações
- Medalha de Prata de Mérito Concelhio da Câmara Municipal de Fafe
- Medalha de Bons Serviços - Desporto do Ministério da Educação Nacional
- Medalha de 25 anos do CNID
- Comenda da Ordem do Mérito, agraciado pelo Presidente da República (1986-1996) Mário Soares[1][2] (Informação não confirmada na Presidência da República Portuguesa)[5]